# 8K резолюция
8К или 8K UHD резолюцията е най-високата резолюция в дигиталната телевизия и кинематография. 8K има хоризонтална резолюция от порядъка на 8000 пиксела, формирайки изображение с размер от 7680x4320 пиксела. Това прави 16 пъти повече пиксели от Full HD резолюцията (1920x1080) и 4 пъти повече от 4К UHD резолюцията (3840x2160).
Дисплеите с висока резолюция (8К) позволяват пикселите да бъдат неразличими за човешкото око при подходяща дистанция на потребителя от екрана. При 8К екраните с размер 52 инча (132 см) този ефект се постига при разстояние 50.8 см от екрана, а при 92 инчов (234 см) екран разстоянието е 91.44 см. 8К резолюцията може да се използва и с цел подобряване на видео с по-малка резолюция в комбинация с техника на изрязване и/или downsampling техника, използвана при обработката на видео материала. 8К резолюцията позволява на режисьорите да снимат с висока разделителна способност с широки обективи или от далечно разстояние при наличие на опасни обекти (като например в документалните филми за дивата природа), което им позволява да увеличават и изрязват в пост-продукцията. Част от оригиналното изображение се изрязва, за да съвпадне като формат с някоя от по-ниските резолюции от сегашния стандарт за телевизия с висока разделителна способност (4К, 1080p и 720p).
8К резолюцията е наследник на 4K резолюцията. Full HD (1080p) e сегашният популярен HD стандарт, като производителите на телевизори очакват 4K резолюция|4K да бъде новият стандарт през 2017. Възможността за бърз преход към новия стандарт е под въпрос, предвид липсата на техника за излъчване. 
През 2015 няколко камери могат да снимат видео в 8К формат. NHK е една от малкото компании създали малка камера за видео излъчване с 8К сензор за картината. Sony и Red Digital Cinema Camera Company са сред другите производители, които работят по вграждането на по-голям 8K сензор в повече от техните продукти през следващите години. Докато техниката за излъчване в 8K формат не стане налична е малко вероятно 8K да стане основната резолюция, но кинотворците изискват вече камери с 8K използвайки предимството да снимат по-качествено 4К видео.

## История
Японската компания NHK първа започва разработка на 4320 пикселна резолюция през 1995 г., по-късно формата е стандартизиран от ОИКиТ – Общество на инженерите в киното и телевизията (на английски: Society of Motion Picture and Television Engineers, SMPTE) през октомври 2007 г., а интерфейсът е стандартизиран от ОИКиТ през август 2010 г. и е препоръчан за международен телевизионен стандарт от lTU-R през 2012 г. Следват публични демонстрации на изложби на електроника, репортажи и публични излъчвания от Олимпиадата в Сочи през февруари 2014 г. и Световното първенство по футбол в Бразилия през юни 2014 използвайки висок стандарт за видео кодиране HEVC и партнирайки с фирмите AstroDesign и Ikegami Electronics.

На 6 януари 2015, Консорциумът MHL (Mobile High-Definition Link) обявява пускането в производство на superMHL стандарт, който ще поддържа 8K резолюция при 120 кадъра в секунда, 48-битово видео, цветова гама Rec. 2020, поддръжка на широк динамичен спектър на осветление (HDR rendering), 32-пинов двустранен superMHL конектор, и зареждане с мощност до 40 Вата за устройства.
На 1 март 2016 г. Асоциацията за Видео Електронни Стандарти (VESA) демонстрира разработката DisplayPort 1.4, нов формат който позволява използването на 8K резолюция (7680x4320) на 60Hz с HDR и 32 аудио канала през USB-C.

### Първи камери
На 6 април 2013, фирма Astro Design обявява новата AH-4800, способна да записва в 8K резолюция. През април 2015 фирма Red обявява, че техният нов модел Red Weapon също е способен да записва 8K кадри.

### Продукции
През 2007 г., оригиналният 65 мм негатив на филма Baraka от 1992 г. е сканиран наново в резолюция 8K с film scanner направен специално за целта във FotoKem Laboratories. Същият е използван и за подобряване на качестовото Blu-ray варианта от 2008. Критикът от Chicago Sun-Times Roger Ebert описва Blu-ray варианта като „най-добрият видео диск, който съм гледал или мога да си представя“. Подобна техника на сканиране в 8K и последваща 4K междинна цифрова реставрация е използвана за Blu-ray варианта на филма Лорънс Арабски и неговото кино преизлъчване през 2012 от Sony Pictures, отбелязвайки петдесетгодишнината на филма. Според Grover Crisp, изпълнителен вицепрезидент по реставрацията в Sony Pictures, новият 8K вариант има толкова висока резолюция, че когато е бил разгледан, била открита структура от серия концентрични линии „напомняща на отпечатък от пръст“ близо до горната част на кадрите. Тя била предизвикана от филмовата емулсия, която се разтопявала и пукала на пустинната жега по време на снимки. Sony трябвало да наемат допълнителна фирма да се заеме с намаляването или изчистването на тези артефакти от стопяването в новата реставрирана версия.
На 17 май 2013, институтът Франклин излъчва премиерата на До Космоса и Обратно („To Space and Back“), 3D видео в 8K×8K, 60 кадъра в секунда, продължаващо около 25 минути. При първото излъчване в планетариума Фелс, филмът е бил излъчен в 4K, 60 кадъра в секунда.
На 6 януари 2016, режисьорът James Gunn обявява че Guardians of the Galaxy Vol. 2 ще бъде първата художествена продукция, която ще бъде заснета в 8K.

### Излъчване
Японската обществена телевизия NHK започва изследвания и разработка на 8K през 1995 г., като е похарчила над 1 милиард долара.
NHK едновременно работи и върху развитието на 22.2-канален съраунд аудио звук с наименованието Super Hi-Vision.
Първата 8K телевизия в света е показана от Sharp на Consumer Electronics Show (CES) през 2012 г. Експериментални излъчвания с 8К резолюция са изпробвани по време на Олимпийските игри в Лондон през 2012, както и на Филмовия фестивал в Кан показвайки „Beauties À La Carte“ (27-минутен късометражен филм) на 220-инчов екран.
В края на 2015 NHK публикува тригодишен план, който включва стартиране на тестови излъчвания с 8К резолюция през 2016, които да преминат в пълна 8К услуга през 2018. Целта е да бъде осигурено излъчване и услуги с най-високи стандарти за Олимпиадата в Токио през 2020 година.

## Резолюции
| Резолюция    | Съотношение на дисплея | Мегапиксели |
| ------------ | ---------------------- | ----------- |
| 10240 × 4320 | 2.33:1 (21:9)          | 44,2        |
| 8192 × 4320  | 1.89:1 (17:9)          | 35,4        |
| 7680 × 4320  | 1.78:1 (16:9)          | 33,2        |
| 8192 × 5120  | 1.60:1 (16:10)         | 41,9        |
| 8192 × 8192  | 1.00:1 (1:1)           | 67,1        |

8К UHD е резолюция с рамери 7680x4320 пиксела (33,2 мегапиксела) и е една от двете резолюции за ultra high definition UHD телевизия, другата е 4К UHD. През 2013 възможността на преносната мрежа да поддържа HDTV резолюция е лимитирана от интернет скоростта и започна да се разчита на сателит да предава данни с висока скорост. Очаква се търсенето да задвижи адаптацията на стандарти за видео компресия и да постави значителен натиск върху мрежите за физическа комуникация в близкото бъдеще.
8K UHD има четири пъти повече вертикална и хоризонтална резолюция от 1080 HDTV формат и шестнадесет пъти повече пиксели.

## 8K fulldome
8K fulldome е резолюция с размери 8192х8192 пиксела (67,1 мегапиксела). Това е резолюцията, която е върхът при съвременните проектори за полусферични fulldome зали, най-често срещани в планетариуми.

## Устройства

### Телевизори/Монитори
- Тази диаграма показва разликите в пропорция мащаб от 1080p (1920×1080 pixels) to 8K×8K fulldome видео.Sharp's 85 инча 8K LCD TV, 7680×4320 резолюция—International Consumer Electronics Show (CES) 2012
- Panasonic's 145 инча 8K Plasma Display, 7680×4320 резолюция—Internationale Funkausstellung Berlin (IFA) 2012
- LG's 98 инча 8K LCD TV, 7680×4320 резолюция—Internationale Funkausstellung Berlin (IFA) 2014
- Samsung's 110 инча 8K 3D LCD TV, 7680×4320 резолюция—International Consumer Electronics Show (CES) 2015
- Canon 30 инча 8K референтен дисплей—Септември 2015
- LG's 98 инча UH9800 с ColorPrime Plus технология—International Consumer Electronics Show (CES) 2016[23]
- Samsung 98 инча SUHD 8K извит телевизор—International Consumer Electronics Show (CES) 2016[24]
- Hisense 98 инча ULED 8K —International Consumer Electronics Show (CES) 2016[25]
- Changhong 98 инча 98ZHQ2R 8K „Full UHD“, 7680x4320 резолюция—International Consumer Electronics Show (CES) 2016[26]

### Камери
- AH-4800, камера която предоставя възможност за записване в 8К резолюция. Представена от Astro Design на 6 април 2013 г.
- RED 8K Weapon Vista Vision, заснемаща 8К (8192х4320) с 60 кадъра в секунда в режим на пълен сензор или до 75 кадъра в секунда в обхват (2.40:1) формат. Представена на NAB 2015 г. Пусната на пазара в края на 2015 г.
- Ikegami SHK-810 8K UHDTV камера. Представена на NAB 2015 г.
- Hitachi SK-UHD8060. Представена на NAB 2015 г.
- Canon Cinema EOS System 8K камера. Представена през септември 2015 г.

### Fulldome
- Definiti 8K theaters, резолюция 8192х8192 пиксела.